# Seznam křížových cest v Praze
Seznam křížových cest v Praze obsahuje výčet křížových cest, které byly postaveny na území Prahy a v obcích později k Praze připojených. Nadmořská výška uvádí nejvyšší bod křížové cesty. Seznam je řazen podle umístění a nemusí být úplný.

## Seznam
| Křížová cesta | Fotografie | Galerie                                                                 | Nadmořská výška [m] | Délka [km] | Rok       | Poznámky                                                                                                   | Souřadnice                      |
| ------------- | ---------- | ----------------------------------------------------------------------- | ------------------- | ---------- | --------- | --- | ------------------------------- |
| Dejvice       |            |                                                                         | 275                 | 3          | 1650–1699 | zaniklo, 12 výklenkových kaplí, vedla od Písecké brány ke kostelu svatého Matěje                           | 50°6′48″ s. š., 14°22′39″ v. d. |
| Modřany       |            | Kategorie „Stations of the Cross in Praha Modřany“ na Wikimedia Commons | 218                 | 0,1        | 2015      | | 50°0′14″ s. š., 14°24′24″ v. d. |
| Petřín (1738) |            |                                                                         | 324                 | 0,8        | 1738      | zaniklo, vedla od Strahovského kláštera                                                                    | 50°5′ s. š., 14°23′30″ v. d.    |
| Petřín (1838) |            | Kategorie „Stations of the Cross at Petřín“ na Wikimedia Commons        | 324                 | 0,4        | 1838      | vedla od kostela svatého Karla Boromejského, součástí křížové cesty je kaple Kalvárie a kaple Božího hrobu | 50°5′2″ s. š., 14°23′44″ v. d.  |
| Řepy          |            | Kategorie „Stations of the Cross in Praha Řep“ na Wikimedia Commons     | 344                 |            | 2013      | | 50°4′10″ s. š., 14°17′46″ v. d. |